# 腺花桑叶麻
腺花桑葉麻（学名：Laportea aestuans）为荨麻科桑叶麻属下的一个种。